# 2n Festival Internacional de Cinema de Berlín
El 2n Festival Internacional de Cinema de Berlín va tenir lloc del 15 al 25 de juny de 1952. La FIAPF va prohibir que el festival concedís premis oficials per un jurat (que només Cannes i Venècia estaven capacitats per fer-ho), en canvi, els premis van ser lliurats per votació per públic. Això va ser canviat el 1956 quan la FIAPF va concedir Berlín "A-Status" durant aquest any.
L'Os d'Or fou atorgat a la pel·lícula sueca Hon dansade en sommar per vot del públic. La pel·lícula Othello d'Orson Welles va ser prohibida al festival a causa dels seus suposats comentaris anti-alemanys. El festival va oferir una retrospectiva sobre el cinema mut.

## Pel·lícules en competició
Les següents pel·lícules entraren en competició per l'Os d'or i l'Os de Plata:
| Títol                      | Director(s)      | País       |
| -------------------------- | ---------------- | ---------- |
| Cry, the Beloved Country   | Zoltán Korda     | Regne Unit |
| Fanfan la Tulipe           | Christian-Jaque  | França     |
| Hon dansade en sommar      | Arne Mattsson    | Suècia     |
| Rashōmon                   | Akira Kurosawa   | Japó       |
| The River                  | Jean Renoir      | França     |
| Miracolo a Milano          | Vittorio De Sica | Itàlia     |
| Un grand patron            | Yves Ciampi      | França     |
| Moglie per una notte       | Mario Camerini   | Itàlia     |
| Unter den tausend Laternen | Erich Engel      | RFA        |

## Premis
Els següents premis foren atorgats per votació popular:
- Os d'Or: Hon dansade en sommar d'Arne Mattsson
- Os de Plata: Fanfan la Tulipe de Christian-Jaque
- Os de Bronze: Cry, the Beloved Country de Zoltán Korda